# Carabus lepontinus
Carabus (Orinocarabus) lepontinus – gatunek chrząszcza z rodziny biegaczowatych i podrodziny Carabinae.
Takson ten został opisany w 1908 roku przez P. Borna. Bywa również klasyfikowany w randze podgatunku C. concolor jako Carabus concolor lepontinus.
Chrząszcz europejski, endemiczny dla Alp Lepontyński. Znany z północno-zachodnich Włoch oraz Szwajcarii.